# Yen Yaki
Yen Yaki (殷亞吉S, Yīn YàjíP; Puerto del Rosario, 21 aprile 1989) è un calciatore spagnolo naturalizzato taiwanese, difensore dell'El Cotillo.

## Biografia
È nato a Puerto del Rosario, da padre taiwanese e madre spagnola.

## Carriera

### Club
Ha iniziato a giocare in Spagna. Dal 2008 al 2010 milita nel Fuerteventura, disputando la prima stagione in terza serie e quella successiva in quarta serie. Nel 2010, passa al Lucena, in terza serie. Nello stesso anno, si trasferisce all'Atlético Granadilla, in quarta serie. Sempre nello stesso anno, passa al Pájara Playas, dove rimane per tre anni di seguito, prima di trasferirsi all'El Cotillo, in quarta serie.
Nel 2016, si trasferisce in Cina, al Changchun Yatai, militante in massima serie. Qui vi rimane per due stagioni (2016 e 2017). Nel 2018, passa al Qingdao Huanghai, dove i primi due anni (2018 e 2019), gioca in seconda serie, e nel 2020 ha l'occasione di giocare, di nuovo, in massima serie. Per la stagione 2021, viene acquistato dal Wuhan San Zhen, formazione militante in seconda serie.

### Nazionale
In possesso della doppia cittadinanza, taiwanese da parte del padre e spagnola da parte della madre, opta per la nazionale asiatica, con la quale debutta il 3 settembre 2015, in Iraq-Taipei Cinese (5-1), incontro valido per le qualificazioni al campionato mondiale di calcio 2018.

## Statistiche

### Presenze e reti nei club
Statistiche aggiornate al 13 febbraio 2021.
| Stagione                | Squadra                 | Campionato              | Campionato | Campionato | Coppe nazionali | Coppe nazionali | Coppe nazionali | Coppe continentali | Coppe continentali | Coppe continentali | Altre coppe | Altre coppe | Altre coppe | Totale | Totale |
| Stagione                | Squadra                 | Comp                    | Pres       | Reti       | Comp            | Pres            | Reti            | Comp               | Pres               | Reti               | Comp        | Pres        | Reti        | Pres   | Reti   |
| ----------------------- | ----------------------- | ----------------------- | ---------- | ---------- | --------------- | --------------- | --------------- | ------------------ | ------------------ | ------------------ | ----------- | ----------- | ----------- | ------ | ------ |
| 2008-2009               | Fuerteventura           | SDB                     | 11         | 0          | CR              | 0               | 0               |                    | -                  | -                  |             | -           | -           | 11     | 0      |
| 2009-gen. 2010          | Fuerteventura           | TD                      | 8          | 0          |                 | -               | -               |                    | -                  | -                  |             | -           | -           | 8      | 0      |
| Totale Fuerteventura    | Totale Fuerteventura    | Totale Fuerteventura    | 19         | 0          |                 | 0               | 0               |                    | -                  | -                  |             | -           | -           | 19     | 0      |
| 2016                    | Changchun Yatai         | CSL                     | 17         | 0          | CC              | 0               | 0               |                    | -                  | -                  |             | -           | -           | 17     | 0      |
| 2017                    | Changchun Yatai         | CSL                     | 6          | 0          | CC              | 0               | 0               |                    | -                  | -                  |             | -           | -           | 6      | 0      |
| Totale Changchun Yatai  | Totale Changchun Yatai  | Totale Changchun Yatai  | 23         | 0          |                 | -               | -               |                    | -                  | -                  |             | -           | -           | 23     | 0      |
| 2018                    | Qingdao Huanghai        | CL1                     | 23         | 4          | CC              | 0               | 0               |                    | -                  | -                  |             | -           | -           | 23     | 4      |
| 2019                    | Qingdao Huanghai        | CL1                     | 24         | 2          | CC              | 0               | 0               |                    | -                  | -                  |             | -           | -           | 24     | 2      |
| 2020                    | Qingdao Huanghai        | CL1                     | 14         | 0          | CC              | 1               | 0               |                    | -                  | -                  |             | -           | -           | 15     | 0      |
| Totale Qingdao Huanghai | Totale Qingdao Huanghai | Totale Qingdao Huanghai | 61         | 6          |                 | 1               | 0               |                    | -                  | -                  |             | -           | -           | 62     | 6      |
| Totale carriera         | Totale carriera         | Totale carriera         | 103        | 6          |                 | 1               | 0               |                    | -                  | -                  |             | -           | -           | 104    | 6      |

### Cronologia presenze e reti in nazionale
| Cronologia completa delle presenze e delle reti in nazionale ― Taipei cinese | Cronologia completa delle presenze e delle reti in nazionale ― Taipei cinese | Cronologia completa delle presenze e delle reti in nazionale ― Taipei cinese | Cronologia completa delle presenze e delle reti in nazionale ― Taipei cinese | Cronologia completa delle presenze e delle reti in nazionale ― Taipei cinese | Cronologia completa delle presenze e delle reti in nazionale ― Taipei cinese | Cronologia completa delle presenze e delle reti in nazionale ― Taipei cinese | Cronologia completa delle presenze e delle reti in nazionale ― Taipei cinese |
| Data                                                                         | Città                                                                        | In casa                                                                      | Risultato                                                                    | Ospiti                                                                       | Competizione                                                                 | Reti                                                                         | Note                                                                         |
| ---------------------------------------------------------------------------- | ---------------------------------------------------------------------------- | ---------------------------------------------------------------------------- | ---------------------------------------------------------------------------- | ---------------------------------------------------------------------------- | ---------------------------------------------------------------------------- | ---------------------------------------------------------------------------- | ---------------------------------------------------------------------------- |
| 3-9-2015                                                                     | Teheran                                                                      | Iraq                                                                         | 5 – 1                                                                        | Taipei cinese                                                                | Qual. Mondiali 2018                                                          | -                                                                            |                                                                              |
| 8-9-2015                                                                     | Taipei                                                                       | Taipei cinese                                                                | 1 – 2                                                                        | Vietnam                                                                      | Qual. Mondiali 2018                                                          | -                                                                            | 80’                                                                          |
| 9-10-2015                                                                    | Taipei                                                                       | Taipei cinese                                                                | 5 – 1                                                                        | Macao                                                                        | Amichevole                                                                   | -                                                                            |                                                                              |
| 12-11-2015                                                                   | Bangkok                                                                      | Thailandia                                                                   | 4 – 2                                                                        | Taipei cinese                                                                | Qual. Mondiali 2018                                                          | 1                                                                            |                                                                              |
| 17-11-2015                                                                   | Kaohsiung                                                                    | Taipei cinese                                                                | 0 – 2                                                                        | Iraq                                                                         | Qual. Mondiali 2018                                                          | -                                                                            | 83’                                                                          |
| 2-6-2016                                                                     | Kaohsiung                                                                    | Taipei cinese                                                                | 2 – 2                                                                        | Cambogia                                                                     | Qual. Coppa d'Asia 2019                                                      | -                                                                            |                                                                              |
| 22-3-2017                                                                    | Hanoi                                                                        | Vietnam                                                                      | 1 – 1                                                                        | Taipei cinese                                                                | Amichevole                                                                   | -                                                                            | 74’                                                                          |
| 26-3-2017                                                                    | Taipei                                                                       | Taipei cinese                                                                | 1 – 3                                                                        | Turkmenistan                                                                 | Qual. Coppa d'Asia 2019                                                      | -                                                                            |                                                                              |
| 10-6-2017                                                                    | Singapore                                                                    | Singapore                                                                    | 1 – 2                                                                        | Taipei cinese                                                                | Qual. Coppa d'Asia 2019                                                      | -                                                                            |                                                                              |
| 5-9-2017                                                                     | Riffa                                                                        | Bahrein                                                                      | 5 – 0                                                                        | Taipei cinese                                                                | Qual. Coppa d'Asia 2019                                                      | -                                                                            |                                                                              |
| 5-10-2017                                                                    | Taipei                                                                       | Taipei cinese                                                                | 4 – 2                                                                        | Mongolia                                                                     | Amichevole                                                                   | -                                                                            |                                                                              |
| 10-10-2017                                                                   | Taipei                                                                       | Taipei cinese                                                                | 2 – 1                                                                        | Bahrein                                                                      | Qual. Coppa d'Asia 2019                                                      | -                                                                            |                                                                              |
| 14-11-2017                                                                   | Balkanabat                                                                   | Turkmenistan                                                                 | 2 – 1                                                                        | Taipei cinese                                                                | Qual. Coppa d'Asia 2019                                                      | -                                                                            | 84’                                                                          |
| 27-3-2018                                                                    | Taipei                                                                       | Taipei cinese                                                                | 1 – 0                                                                        | Singapore                                                                    | Qual. Coppa d'Asia 2019                                                      | -                                                                            |                                                                              |
| Totale                                                                       |                                                                              | Presenze                                                                     | 14                                                                           |                                                                              | Reti                                                                         | 1                                                                            |                                                                              |

## Palmarès

### Club

#### Competizioni nazionali
- China League One: 1

Wuhan San Zhen: 2021
- Super League cinese: 1

Wuhan San Zhen: 2022